# Eriogonum brachypodum
Eriogonum brachypodum är en slideväxtart som beskrevs av Torr. & Gray. Eriogonum brachypodum ingår i släktet Eriogonum och familjen slideväxter. Inga underarter finns listade i Catalogue of Life.